# 雨のなかの噴水
『雨のなかの噴水』（あめのなかのふんすい）は、三島由紀夫の短編小説（掌編小説）。ごくふつうの少年少女カップルの別れの日の一コマを描いた作品で、降りしきる雨のなかの噴水を背景に、冷たい少年と泣きぬれる少女の涙を、「残酷さと俗悪さと詩」が混じった可愛らしさで表現している。三島の代表的な作品ではないが、数多くのアンソロジーに収録されている人気の高い一品である。また、噴水に喩えて、絶えざる挫折を描いているところに三島の重要なモチーフがよく表れているため、その噴水描写の一節は三島論で言及されている。

## 発表経過
1963年（昭和38年）、雑誌『新潮』8月号（第60巻第8号）創刊700号記念特大号に掲載され、同年の週刊誌『女性自身』11月11日号（第6巻第44号）に竹谷富士雄の挿画付きで再掲載された。
単行本収録としては、同年12月10日に講談社より刊行の『剣』に収録された。文庫版は1970年（昭和45年）7月15日に新潮文庫より刊行の『真夏の死――自選短編集』に収録された。
翻訳版はジョン・ベスター訳の英語（英題：Fountains in the Rain）で出版されている。

## あらすじ
少年（明男）は雨のなか、いつまでも泣きやまない少女を連れて歩くのに疲れていた。ついさっき明男は丸ビルの喫茶店で、この少女と別れ話をすませていた。それは明男にとって人生で最初の別れ話だった。「別れよう」という言葉が言いたくて、明男はこの少女を口説き、一緒に寝て…、十分の資格を以てから、王様のお布令のように、この一言を言ったのだ。
でも、いざ言う時に何だか咽喉に痰がからまったみたいに不明瞭に言ってしまったが、少女（雅子）の反応から彼女はちゃんと聴きとったようで、雅子は大きすぎる目をいっそう見開き、そこから一せいに涙が噴出した。声も立てずに無表情に涙が噴き出した。雅子の涙が豊富で永く続くことに驚き、疲れた明男が勘定を済ませて店を出ていくと、雅子は黙ってついて来た。傘を持たない雅子を、明男は自分の傘に入れてやる他はなかった。

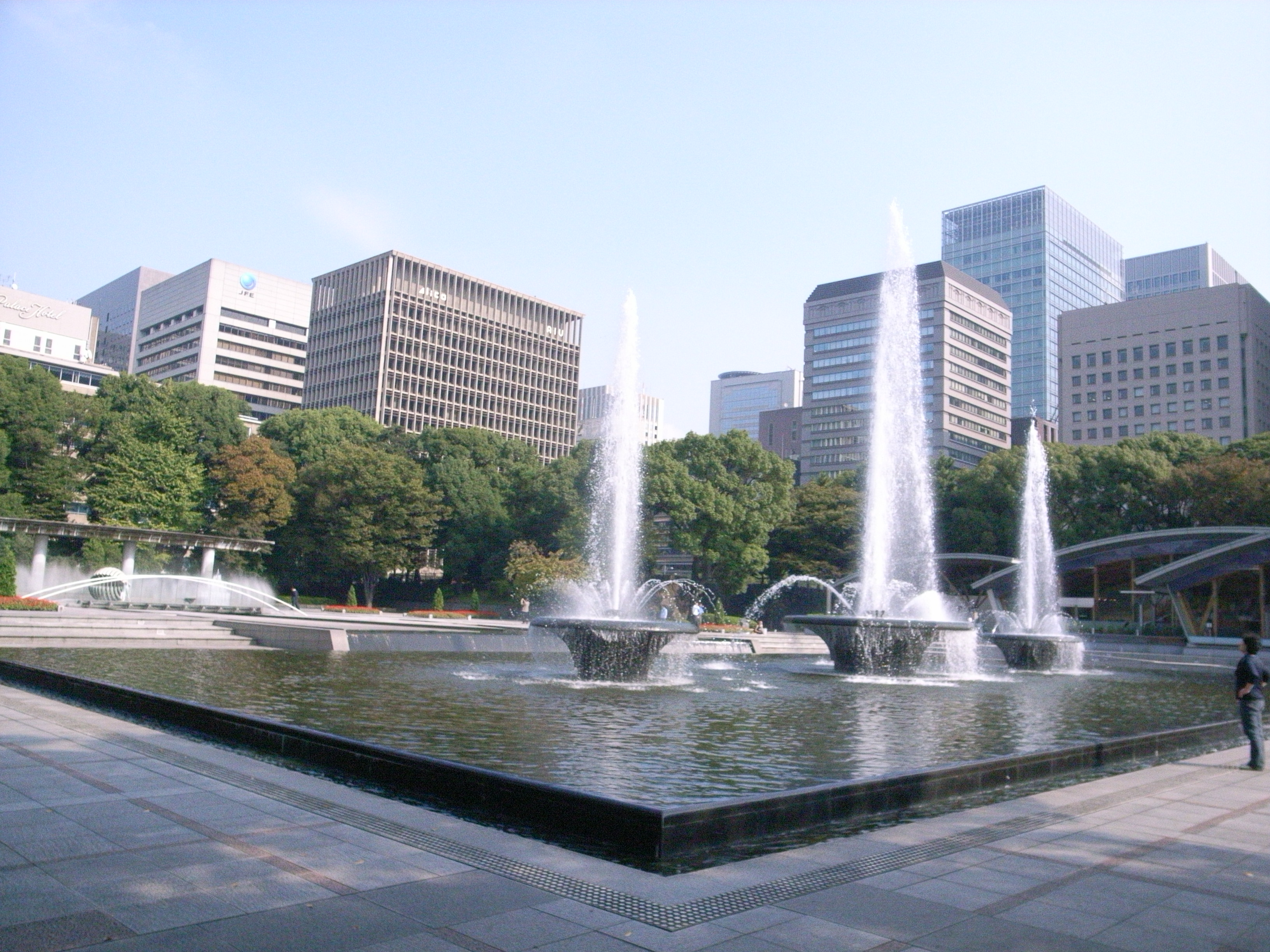
和田倉噴水公園

6月の雨の中、明男はどこでこの泣き袋を放り出そうかと考えながら、公園の噴水（和田倉噴水公園）に向って歩き、噴水と雅子の涙と対抗させてやろうと冗談っぽく思った。公園に入り、葦簀をかけた屋根のベンチに傘をさしたまま腰を下ろしたが、雅子は噴水の方を見ようともせずに黙って泣きつづけていた。
少年はいいしれぬ怒りにかられ、自分を取り巻く雨や涙、壁みたいな雨空に、「絶対の不如意」を感じ、それは幾重にも彼を押えつけ、彼の自由を濡れ雑巾のようにしてしまった。怒った少年は急に立ち上がると、3つの噴水が真横から眺められる位置まで駆けて行き、追ってきた少女に、「いくら泣いたって、こいつには敵わないから」と噴水を見させた。
大噴柱のなかには、たえず下方から上方へ馳せ昇ってゆく透明な運動の霊が見え、その凄い速度の上昇は、結局天の高みで挫折するのだが、その絶え間ない挫折を支えている力の持続はすばらしく、少女に見せるつもりで連れてきた噴水に、明男の方がすっかり見入っていた。やがて彼の目線は、雨を降らせてくる高い空へ向った。
瞼にかかる雨は、遠いビルの屋上にかかる雨と同質で、明男のまだ髭の薄いつややかな顔も、汚れたコンクリートの床も、同じ雨にさらされている「無抵抗な表面」にすぎず、雨に関するかぎり同等だった。明男はそう思うと、雨のなかの噴水が何だかつまらない無駄事を繰り返しのように見え、急速に心が空っぽになっていった。
ぼんやりと歩き出す明男の後を、「どこへ行くの」と雅子がまだついて来た。明男は少女を追い払うため、さっき「別れよう」と言ったことを念押すが、少女は、その言葉を聞こえなかったと普通の声で答えた。少年は衝撃で倒れそうになり吃って、「じゃあ、なんで泣いたんだ」と聞き返すと、少女は、「何となく涙が出ちゃったの。理由なんてないわ」と言った。少年は怒って何か叫ぼうとしたが、大きな嚔になって、「このままでは風邪を引いてしまう」と思った。

## 登場人物
明男
少年。「別れよう」という、前から夢見ていた言葉が言いたくて、少女と付き合っていた。自分はいつも欲望から自由だと考えたがっている。
雅子
少女。やせた引き立たない顔立ち。大きすぎる目。涙が出てもハンカチで拭うこともしない。学生風の依怙地で口紅をつけない唇。細い咽喉。同じ水圧、同じ水量の豊富な涙で泣きつづける。
大人の客
喫茶店の客。面白そうに明男と雅子を見る。やっと大人の仲間入りをした心境の明男の心をみだす目。

## 作品背景・主題
『雨のなかの噴水』は、話の腹案が出来てから、皇居前広場の噴水のスケッチを採りに行った作品で、ごくふつうの少年少女の一挿話を描いているとして、作者の三島由紀夫は次のように述べている。

## 作品評価・研究
『雨のなかの噴水』は三島の作品の中では目立たないものではあるが、完成度の高い洒落た短編（コント）として多くのアンソロジーに採用されている作品である。
佐渡谷重信は、巧みに描かれた少年の「一人よがりな心理的側面」や、少女の涙と噴水の対比、雨の中の風景が相まって「ロマンチックな味」が醸し出されていると評し、「最後に雅子の涙が英雄的別れ話と無関係であったというオチによって人生というものはこうしたコミュニケーションの欠落によって支えられていることを教えている」と解説している。
佐藤秀明は、噴水が「皇太子ご成婚記念噴水塔」であることから、男女の別れ話と噴水の意味との皮肉の効果について言及している。また、明男の別れの言葉が聞えなかった雅子の態度を「意図的」なものとして捉え、彼女の可愛らしさに「したたかな奥行き」を看取し、「光彩している陸離たる人生を夢見た明男だったが、人は不如意を知ることで大人になるという主題がここにはある」と解説している。
川村湊は『雨のなかの噴水』について、三島の『潮騒』のような「典型的な青春小説」や、『春の雪』のような古典的な恋愛小説の長編とは、また違った趣の、「しゃれた都会的なコントやスケッチのような青春や恋愛」を扱った短編の一つだとしている。そして、安岡章太郎の『ガラスの靴』や『ジングルベル』と同じように、「繊細で、脆いガラスの器のような青春の日々の一齣が映されている」作品だと評している。
川本三郎は、現代作家の描く男の子や少年像は従来のものよりも、「複雑で屈折」し、子どもながらすでに「大人の社会の悲しみ」を知って、「心のなかに闇を抱えこんで」いるとし、その理由は、現代社会における子どもの生活環境が厳しくなったことや、子ども（少年）が「保護すべき対象」だというイメージが作家自身からなくなり多様化しているからだと前置きしつつ、子ども時代は、それがたとえ苦い思い出だったにせよ、「安定した距離」を持ちながら懐かしく、その時代が大人と連続性がありながらもその一方で、「子どもと大人は連続性を断ち切られている」という見方や、少年を他者、未知なるものとして捉える見方もあると論考し、『雨のなかの噴水』も、「〈子ども＝未知なるもの〉というイメージの濃い作品」だと評している。
そして川本は、作家にとって子ども（少年）は、「未熟的、未成形」ゆえに興味深く、また、「多様に変幻し、浮遊し、大人の常識の意表を突く」からこそ想像力を掻き立てられる存在だとし、『雨のなかの噴水』は、「そういう子どもに刺激された大人の想像の戯れから生まれた作品」だと解説しながら、三島が、冷静に子ども（少年）を「実験動物を眺めるように」観察し、「不可解な他者」として見つめ、そこでは「大人と子どもの連続性」は明確に断ち切られ、「大人は誰でもかつて子どもだった」ゆえに「大人は子どもの喜びや悲しみ」が理解出来るという「安易な連続性」が否定されていると考察している。
『雨のなかの噴水』の中には、高みをめざす噴水の力の動きを詳細に描写している以下のような一節があるが、松本徹はその一節を、「三島の重要なモチーフ」とし、「噴水に喩えて、絶えざる挫折を描いている」としている。

## おもな収録刊行本

### 単行本
- 『剣』（講談社、1963年12月10日） 
  - 装幀：真鍋博。クロス装。貼函。紺色細帯。
  - 収録作品：「剣」「月」「葡萄パン」「雨のなかの噴水」「苺」「帽子の花」「魔法瓶」「真珠」「切符」
- 文庫版『剣』（講談社文庫、1971年7月1日） 
  - カバー装幀：亀倉雄策。解説：佐伯彰一
  - 収録作品：単行本と同じ。
- 文庫版 『真夏の死――自選短編集』（新潮文庫、1970年7月15日。改版1996年7月15日）
  - 自作解説：三島由紀夫
  - 収録作品：「真夏の死」「煙草」「春子」「サーカス」「翼」「離宮の松」「クロスワードパズル」「花火」「貴顕」「葡萄パン」「雨のなかの噴水」
- 英文版『Acts of Worship: Seven Stories』（訳：ジョン・ベスター）（Kodansha International、1989年。HarperCollins Publishers Ltd、1991年6月）
  - 収録作品：雨のなかの噴水（Fountains in the Rain）、葡萄パン（Raisin Bread）、剣（Sword）、海と夕焼（Sea and Sunset）、煙草（Cigarette）、殉教（Martyrdom）、三熊野詣（Act of Worship）

### 全集
- 『三島由紀夫全集13巻（小説XIII）』（新潮社、1973年10月25日）
  - 装幀：杉山寧。四六判。背革紙継ぎ装。貼函。
  - 月報：斎藤直一「『宴のあと』訴訟事件を想い三島君を偲ぶ」。《評伝・三島由紀夫 6》佐伯彰一「二つの遺作（その5）」。《同時代評から 6》虫明亜呂無「『宴のあと』『憂国』をめぐって」
  - 収録作品：「宴のあと」「憂国」「獣の戯れ」「苺」「帽子の花」「魔法瓶」「月」「葡萄パン」「真珠」「雨のなかの噴水」「切符」
  - ※ 同一内容で豪華限定版（装幀：杉山寧。総革装。天金。緑革貼函。段ボール夫婦外函。A5変型版。本文2色刷）が1,000部あり。
- 『三島由紀夫短篇全集』〈下巻〉（新潮社、1987年11月20日）
  - 布装。セット機械函。四六判。2段組。
  - 収録作品：「家庭裁判」から「蘭陵王」までの73篇。
- 『決定版 三島由紀夫全集20巻・短編6』（新潮社、2002年7月10日）
  - 貼函。布クロス装。丸背。箔押し2色。帯。四六判。旧字・旧仮名遣い。
  - 装幀：新潮社装幀室。装画：柄澤齊。口絵写真1頁1葉（著者肖像）あり
  - 月報：金子國義「優しく澄んだ眼差し」。出久根達郎「商人根性」。田中美代子《小説の創り方》20「精霊の来訪」
  - 収録作品：「憂国」「苺」「帽子の花」「魔法瓶」「月」「葡萄パン」「真珠」「自動車」「可哀さうなパパ」「雨のなかの噴水」「切符」「剣」「月澹荘綺譚」「三熊野詣」「孔雀」「朝の純愛」「仲間」「英霊の声」「荒野より」「時計」「蘭陵王」、参考作品21篇、異稿5篇、創作ノート

### アンソロジー
- 『昭和の短篇』（笠間書院、1984年3月30日）
  - A5判。仮製本。カバー
  - 編集：文学史研究会
  - 収録作品：芥川龍之介「蜃気楼――或は『続海のほとり』」、川端康成「バツタと鈴虫」、中野重治「春さきの風」、梶井基次郎「蒼穹」、横光利一「時間」、小林秀雄「おふえりや遺文」、伊藤整「生物祭」、坂口安吾「風博士」、高見順「感傷」、武田麟太郎「大凶の籖」、堀辰雄「曠野」、島木健作「黒猫」、石川淳「焼跡のイエス」、太宰治「父」、野間宏「第三十六号」、島尾敏雄「島の果て」、安部公房「手」、吉行淳之介「薔薇販売人」、小島信夫「小銃」、大岡昇平「沼津」、大江健三郎「奇妙な仕事」、安岡章太郎「雨」、三島由紀夫「雨のなかの噴水」、開高健「玉、砕ける」
- 『少年の眼――大人になる前の物語』川本三郎選・日本ペンクラブ編（光文社文庫、1997年10月20日）
  - カバー装幀：唐仁原教久。解説：川本三郎「少年の多様なイメージ」
  - 収録作品：村上春樹「めくらやなぎと眠る女」、ビートたけし「星の巣」、灰谷健次郎「日曜日の反逆」、藤沢周平「小さな橋で」、吉行淳之介「子供の領分」、三島由紀夫「雨のなかの噴水」、中井英夫「公園にて」、井上靖「驟雨」、稲見一良「トカチン、カラチン」、眉村卓「原っぱのリーダー」、吉村昭「星と葬礼」、トルーマン・カポーティ「感謝祭のお客」、ウィリアム・サローヤン「笑い虫のサム」、阿部昭「天使が見たもの」、山川方夫「夏の葬列」、永井龍男「黒い御飯」
- 『戦後短篇小説再発見1 青春の光と影』（講談社文芸文庫、2001年６月10日）
  - 装幀：菊地信義。解説：川村湊「さまざまなる『青春小説』」。「序」（井口時男、川村湊、清水良典、富岡幸一郎）。著者紹介
  - 収録作品：太宰治「眉山」、石原慎太郎「完全な遊戯」、大江健三郎「後退青年研究所」、三島由紀夫「雨のなかの噴水」、小川国夫「相良油田」、丸山健二「バス停」、中沢けい「入江を越えて」、田中康夫「昔みたい」、宮本輝「暑い道」、北杜夫「神河内」、金井美恵子「水の色」
- 『ものがたりのお菓子箱――日本の作家15人による』（飛鳥新社、2008年11月28日）
  - 装幀：小幡好美。挿絵：安西水丸
  - 収録作品：谷崎潤一郎「魚の李太白」、有島武郎「僕の帽子のお話」、小川未明「月夜とめがね」、中原中也「一つのメルヘン」、梶井基次郎「愛撫」、川端康成「片腕」、三島由紀夫「雨のなかの噴水」、星新一「ボッコちゃん」、中島敦「幸福」、井伏鱒二「白毛」、伊丹十三「するめ」、吉行淳之介「蝿」、深沢七郎「月のアペニン山」、萩原朔太郎「死なない蛸」、小川洋子「ギブスを売る人」
- 『ポケットアンソロジー この愛のゆくえ』中村邦生編（岩波文庫、2011年6月16日）
  - カバー装幀：中野達彦。カバー画：マーク・ロスコ「Untitled（Violet, Black, Orange, Yellow, on White and Red）」
  - 解説：中村邦生「アンソロジーの作法――偶感」。収録作品・作家一覧。
  - 収録作品：カルヴィーノ「魔法の庭」、チェーホフ「いたずら」、堀辰雄「燃ゆる頬」、ドーデー「星」、三島由紀夫「雨のなかの噴水」、マンスフィールド「ささやかな愛」、太宰治「きりぎりす」、チェウ・フアン（Triệu Hoán）「流れ星の光」、菊池寛「大島が出来る話」、オコナー「国賓」、アンデルセン「バラの花の精」、宮沢賢治「土神ときつね」、シュトルム「マルテと時計」、梶井基次郎「交尾」、坂口安吾「恋をしに行く」、横光利一「春は馬車に乗って」、ダウスン「十日の菊」、プラトーノフ「帰還」、岡本かの子「扉の彼方へ」、レッシング「彼」、芥川龍之介「女体」、アンダーソン「とうもろこしの種まき」、ギャリ「地球の住人たち」、小林多喜二「救援ニュースNo.18.附録」、ユルスナール「源氏の君の最後の恋」、吉田知子「箱の夫」